# Adenomera ajurauna
Adenomera ajurauna é uma espécie de anfíbio da família Leptodactylidae. Endêmica do Brasil, pode ser encontrada nos municípios de Bertioga, Mogi das Cruzes, Cubatão e São Paulo, no estado de São Paulo.